# Final del Torneo Apertura 2008 (Chile)

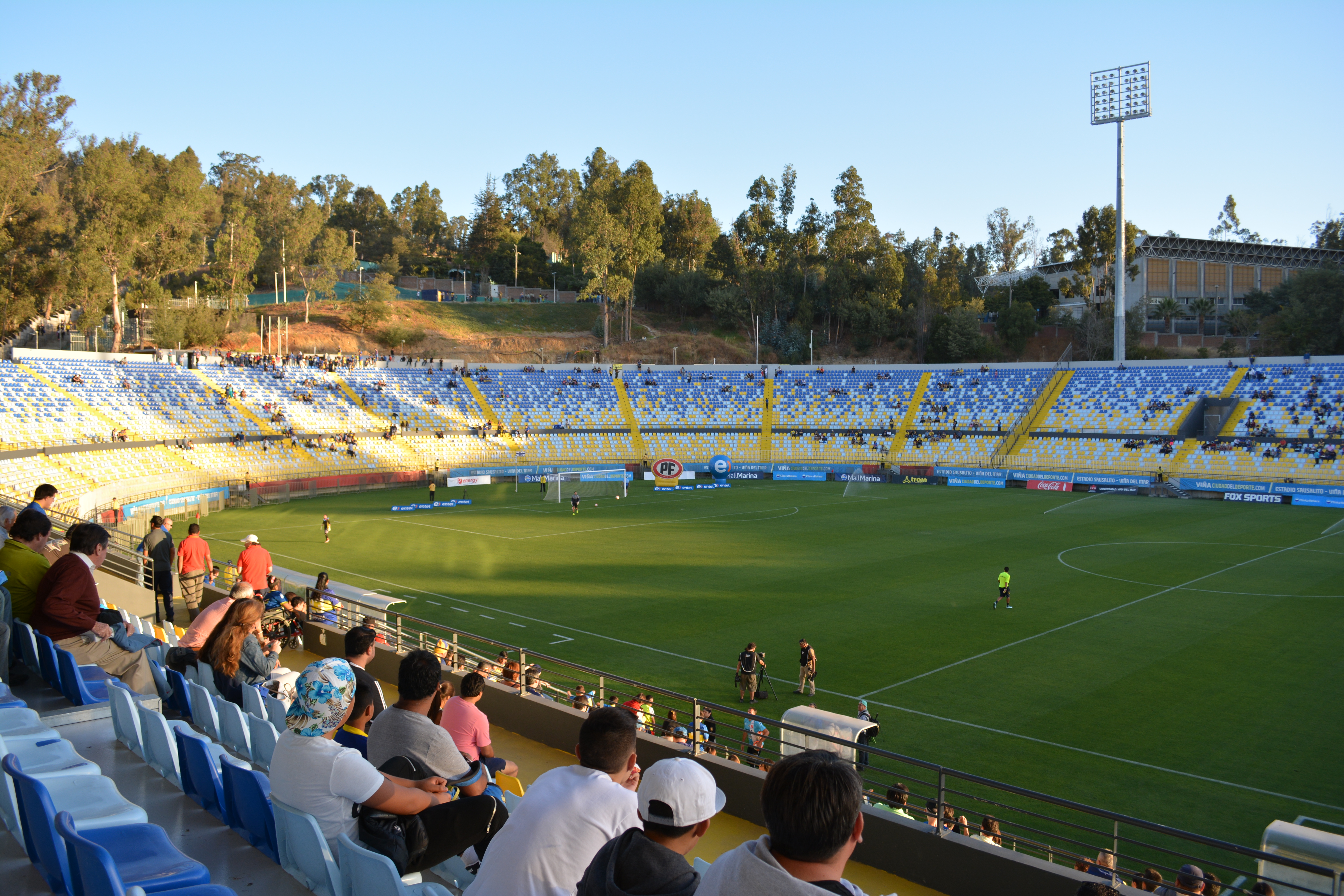
El Estadio Sausalito de Viña del Mar, casa de Everton, fue la sede de la final vuelta entre los "ruleteros" y Colo-Colo que acabó en triunfo viñamarino por 3-0 y así el equipo de Nelson Acosta logró su cuarto título nacional, el primero en 32 años.

La Final del Campeonato Nacional Copa BancoEstado Apertura 2008 de la Primera División de Chile fue una serie de partidos de ida y vuelta, que se disputaron los días miércoles 28 de mayo y martes 3 de junio, y que definió al primer campeón del año del fútbol en Chile. Lo disputaron los dos ganadores de las semifinales del torneo: Everton (5º) y Colo-Colo (9º), quienes venían de eliminar a Universidad de Chile y Ñublense respectivamente, la primera final se jugó en el Estadio Monumental de Santiago, mientras que la serie se definió en el Estadio Sausalito de Viña del Mar.

## Antecedentes
Desde que se instauró el sistema de campeonatos cortos con play offs en 2002, Everton solo había logrado clasificarse a esta fase una sola vez, en el Clausura 2004 tras vencer a Deportes Puerto Montt en el Repechaje llegó hasta cuartos de final donde fue eliminado por Colo-Colo (siendo este su único enfrentamiento en Playoffs previo a la final). Por su parte, Colo-Colo ha clasificado a los 12 torneos con Playoffs que se han disputado desde ese entonces y esta será su séptima final (tercera consecutiva), siendo campeón anteriormente en cuatro de ellas (Clausura 2002 contra la Universidad Católica, Apertura 2006 contra la Universidad de Chile, Clausura 2006 contra Audax Italiano y Clausura 2007 contra Universidad de Concepción) e iban en busca de un inédito Pentacampeonato. El cuadro "ruletero" era dirigido por Nelson Acosta, mientras que el cuadro popular era dirigido por Fernando Astengo.
Esta era la primera vez que definían un título oficial.

## Finales jugadas
| Equipo    | Finales jugadas en "Era Playoffs"              |
| --------- | ---------------------------------------------- |
| Everton   |                                                |
| Colo-Colo | 2002-C, 2003-A, 2003-C, 2006-A, 2006-C, 2007-C |

- Nota: En Negrita, finales que ganaron.

## Camino a la Final

### Everton
| Everton avanzó a play-offs, segundo en el Grupo A y quinto en la tabla general con 32 puntos. |                           |                                      |                      |       |                      |
| 10 de mayo                                                                                    | Cuartos de final (Ida)    | Estadio Sausalito, Viña del Mar      | Everton              | 0 - 3 | Audax Italiano       |
| 14 de mayo                                                                                    | Cuartos de final (Vuelta) | Estadio Monumental, Santiago (Macul) | Audax Italiano       | 1 - 4 | Everton              |
| Everton avanzó a semifinales gracias a la Regla del gol de visitante con un global de 4-4.    |                           |                                      |                      |       |                      |
| 18 de mayo                                                                                    | Semifinal (Ida)           | Estadio Nacional, Santiago (Ñuñoa)   | Universidad de Chile | 1 - 3 | Everton              |
| 24 de mayo                                                                                    | Semifinal (Vuelta)        | Estadio Sausalito, Viña del Mar      | Everton              | 1 - 1 | Universidad de Chile |
| Everton avanzó a la final con un global de 4-2.                                               |                           |                                      |                      |       |                      |

### Colo Colo
| Colo-Colo avanzó a play-offs, primero en el Grupo C y noveno en la tabla general con 27 puntos. |                           |                                      |                      |       |                      |
| 10 de mayo                                                                                      | Cuartos de final (Ida)    | Estadio Monumental, Santiago (Macul) | Colo-Colo            | 3 - 1 | Universidad Católica |
| 13 de mayo                                                                                      | Cuartos de final (Vuelta) | Estadio Nacional, Santiago (Ñuñoa)   | Universidad Católica | 1 - 1 | Colo-Colo            |
| Colo-Colo avanzó a semifinales con un global de 4-2.                                            |                           |                                      |                      |       |                      |
| 18 de mayo                                                                                      | Semifinal (Ida)           | Estadio Monumental, Santiago (Macul) | Colo-Colo            | 0 - 1 | Ñublense             |
| 21 de mayo                                                                                      | Semifinal (Vuelta)        | Estadio Municipal, Concepción        | Ñublense             | 1 - 2 | Colo-Colo            |
| Colo-Colo avanzó a la final gracias a la Regla del gol de visitante con un global de 2-2.       |                           |                                      |                      |       |                      |

## Estadísticas previas
Total de partidos jugados en el Torneo Apertura 2008 por ambos equipos:
| Equipos   | PJ | PG | PE | PP | GF | GC | Dif. | Pts. | Rend.  |
| --------- | -- | -- | -- | -- | -- | -- | ---- | ---- | ------ |
| Everton   | 23 | 12 | 3  | 8  | 42 | 36 | 6    | 39   | 56,52% |
| Colo-Colo | 23 | 9  | 7  | 7  | 41 | 33 | 8    | 34   | 49,27% |

- Pts=Puntos; PJ=Partidos jugados; G=Partidos ganados; E=Partidos empatados; P=Partidos perdidos; GF=Goles a favor; GC=Goles en contra; Dif=Diferencia de gol; Rend=Porcentaje de rendimiento.

## Llave
|               | vs.           |
| Everton 3 0 3 | Colo-Colo 2 0 |

## La final
La primera final se disputó el miércoles 28 de mayo a las 19:30 horas (UTC-4) en el Estadio Monumental. Corría el segundo tiempo y ambos finalistas igualaban 0-0, hasta que el momento clave del partido llegó al minuto 59' el jugador evertoniano Mauricio Arias se fue expulsado por doble amarilla tras una discusión con Gonzalo Fierro, en el momento en el que el equipo de Nelson Acosta dominaba el partido. Desde ese instante los "albos" fueron al ataque y Everton lograba replegarse muy bien atrás, hasta que al minuto 86 Lucas Barrios logró al fin quitarse la asfixiante marca de Cristián Oviedo y con un sombrerito quedó cara a cara con Johnny Herrera y el habilidoso delantero logró abrir la cuenta en Pedreros haciendo estallar el grito de gol en todo el recinto, después al minuto 90+1' Gonzalo Fierro agarró una pelota fuera del área y con una preciosa volea venció a Herrera anotando el segundo gol y final de la noche logrando ganar un partido muy apretado y sacando una pequeña ventaja para la vuelta.
La revancha debió haberse jugado el sábado 31 de mayo, pero la muerte del General director de Carabineros José Alejandro Bernales en un accidente aéreo supuso 3 días de duelo en el país por lo que el duelo fue reprogramado para el martes 3 de junio a las 19:30 horas (UTC-4), en un Estadio Sausalito prácticamente lleno, en el que incluso se vivieron lamentables incidentes producto de sobreventa de localidades, desde el inicio del partido Everton salió con todo en busca de la hazaña arrinconando a los "albos" en su mitad del campo de juego, las 2 opciones más claras del primer tiempo las tuvieron los evertonianos con los remates de Leandro Delgado y Jaime Riveros que dieron en el travesaño, los "albos" respondieron con un tiro libre de Daniel "Chucky" González que paso cerca del pórtico evertoniano. Solo cuando iban 90 segundos del segundo tiempo, Ezequiel Miralles desvío un remate de Darío Alberto Gigena para abrir la cuenta para el conjunto local, así fue como Everton aumentó la presión sobre los albos que solo se replegaban cuidando el único gol a favor que les quedaba. Sin embargo, al minuto 72, la segunda máxima figura de la noche, Jaime Riveros sacó un centro desde la izquierda que parecía inofensivo, pero que agarro un efecto raro y con complicidad de la defensa y Cristián Muñoz lograron anotar el segundo, llevando el partido a tiempo extra en ese momento en la Ciudad Jardín. Cuatro minutos después, Jaime Riveros sirvió un tiro libre desde aproximadamente 40 metros que cabeceo Ezequiel Miralles de espaldas al arco para anotar su segundo gol de la noche y tercero del encuentro desatando el festival en el Viña del Mar, después de eso, el equipo de Acosta se replegó atrás y cuido el 3-0 a favor y Colo-Colo recién atacó entrado los 80 minutos, el elenco viñamarino pudo rematar la final con un disparo de Cristián Canío que dio en el travesaño al minuto 89' (siendo la tercera vez que la pelota chocaba en el travesaño esa noche), no importo mucho de todos modos, minutos después Rubén Selmán decretó el final del partido bajo la lluvia viñamarina y Everton de Viña del Mar logró dar vuelta la llave de forma heroica, y contra todo pronóstico, se coronó campeón del fútbol chileno tras 32 años de sequía, logrando bajar su cuarta estrella, arruinándole el "Pentacampeonato" al equipo de Fernando Astengo que solo se dedicó a defender en la vuelta, terminando con su hegemonía de 2 años en el fútbol local.
El elenco de la Quinta Región logró remontar esta llave gracias al talento de Jaime Riveros, los goles de Ezequiel Miralles (La figura de la final) y la planificación de Nelson Acosta, quien a base de una táctica inteligente, y un juego frontal logró ganar su tercer título de Liga Chilena como entrenador, aunque esta no fue la única vez que lograron sobreponerse a un resultado muy adverso en el Apertura 2008, en cuartos de final vivieron una situación similar con Audax Italiano tras haber perdido 0-3 de local en Viña y remontar ganando 4-1 en Santiago, Acosta logró sacarle rendimiento a un equipo que solo meses atrás había terminado último el Clausura 2007 salvándose del descenso por muy poco, todo en cuestión de 9 meses. Anteriormente, los "ruleteros" habían sido campeones nacionales en 1950 y 1952 de la mano de Martín García y por última vez en 1976 con Pedro Morales como entrenador. También se aseguraron ser el "Chile 1" para la Copa Libertadores 2009, volviendo a una competición internacional luego de también 32 años. Por supuesto las celebraciones en Viña del Mar continuaron hasta altas horas de la madrugada, pues habían presenciado una de las hazañas más recordadas en las últimas décadas del fútbol chileno.

### Partido de ida
| 28 de mayo de 2008, 19:30 | Colo-Colo                  | 2:0 (0:0) | Everton   | Monumental, Santiago (Macul)                           |                                                        |
|                           | Barrios 86' · Fierro 90+2' | Reporte   | Arias 59' | Asistencia: 31.482 espectadores Árbitro(s): Pablo Pozo | Asistencia: 31.482 espectadores Árbitro(s): Pablo Pozo |

| 1          | ARQ        | Cristián Muñoz       |     |
| 3          | DEF        | Lucho Mena           |     |
| 16         | DEF        | Ricardo Rojas        |     |
| 2          | DEF        | Jorge Carrasco       |     |
| 24         | DEF        | José Domingo Salcedo |     |
| 17         | MED        | Arturo Sanhueza      |     |
| 18         | MED        | Rodrigo Meléndez     |     |
| 11         | MED        | Gonzalo Fierro       |     |
| 10         | MED        | Daniel González      | 69' |
| 8          | DEL        | Lucas Barrios        |     |
| 9          | DEL        | Rodolfo Moya         |     |
| Entrenador | Entrenador | Fernando Astengo     |     |

| 99         | ARQ        | Johnny Herrera     |     |
| 3          | DEF        | Cristián Oviedo    |     |
| 25         | DEF        | Adrián Rojas       |     |
| 22         | DEF        | Marcos Velásquez   |     |
| 7          | MED        | Francisco Sánchez  |     |
| 2          | MED        | Juan Luis González |     |
| 23         | MED        | Fernando Saavedra  |     |
| 6          | MED        | Mauricio Arias     |     |
| 10         | MED        | Jaime Riveros      | 81' |
| 15         | DEL        | Cristián Canío     |     |
| 18         | DEL        | Ezequiel Miralles  |     |
| Entrenador | Entrenador | Nelson Acosta      |     |

| 12 | ARQ | Rainer Wirth       |     |
| 5  | DEF | Miguel Riffo       |     |
| 6  | MED | José Luis Cabión   |     |
| 7  | DEL | Eduardo Rubio      |     |
| 14 | DEL | Gustavo Biscayzacú | 69' |

| 12 | ARQ | Sebastián Pérez |     |
| 5  | MED | Gustavo Tejería |     |
| 11 | MED | Cristián Uribe  |     |
| 16 | MED | Roberto Reyes   | 81' |
| 9  | DEL | Darío Gigena    |     |

| Anotado | 86'   | Lucas Barrios  | 1–0 |
| Anotado | 90+2' | Gonzalo Fierro | 2–0 |

| Amonestado | 45' | Ricardo Rojas  |  |
| Amonestado | 59' | Gonzalo Fierro |  |

| Amonestado | 19'   | Mauricio Arias   |  |
| Amonestado | 39'   | Cristián Canío   |  |
| Amonestado | 41'   | Jaime Riveros    |  |
| Amonestado | 90+1' | Marcos Velásquez |  |

| Otorgado · Expulsado | 59' | Mauricio Arias |

| Árbitro             | Pablo Pozo        |
| Árbitros asistentes | Patricio Basualto |
| Árbitros asistentes | Osvaldo Talamilla |
| Cuarto Árbitro      | Johnny Harasich   |

| 1          | ARQ        | Cristián Muñoz       |     |
| 3          | DEF        | Lucho Mena           |     |
| 16         | DEF        | Ricardo Rojas        |     |
| 2          | DEF        | Jorge Carrasco       |     |
| 24         | DEF        | José Domingo Salcedo |     |
| 17         | MED        | Arturo Sanhueza      |     |
| 18         | MED        | Rodrigo Meléndez     |     |
| 11         | MED        | Gonzalo Fierro       |     |
| 10         | MED        | Daniel González      | 69' |
| 8          | DEL        | Lucas Barrios        |     |
| 9          | DEL        | Rodolfo Moya         |     |
| Entrenador | Entrenador | Fernando Astengo     |     |

| 99         | ARQ        | Johnny Herrera     |     |
| 3          | DEF        | Cristián Oviedo    |     |
| 25         | DEF        | Adrián Rojas       |     |
| 22         | DEF        | Marcos Velásquez   |     |
| 7          | MED        | Francisco Sánchez  |     |
| 2          | MED        | Juan Luis González |     |
| 23         | MED        | Fernando Saavedra  |     |
| 6          | MED        | Mauricio Arias     |     |
| 10         | MED        | Jaime Riveros      | 81' |
| 15         | DEL        | Cristián Canío     |     |
| 18         | DEL        | Ezequiel Miralles  |     |
| Entrenador | Entrenador | Nelson Acosta      |     |

| 12 | ARQ | Rainer Wirth       |     |
| 5  | DEF | Miguel Riffo       |     |
| 6  | MED | José Luis Cabión   |     |
| 7  | DEL | Eduardo Rubio      |     |
| 14 | DEL | Gustavo Biscayzacú | 69' |

| 12 | ARQ | Sebastián Pérez |     |
| 5  | MED | Gustavo Tejería |     |
| 11 | MED | Cristián Uribe  |     |
| 16 | MED | Roberto Reyes   | 81' |
| 9  | DEL | Darío Gigena    |     |

| Anotado | 86'   | Lucas Barrios  | 1–0 |
| Anotado | 90+2' | Gonzalo Fierro | 2–0 |

| Amonestado | 45' | Ricardo Rojas  |  |
| Amonestado | 59' | Gonzalo Fierro |  |

| Amonestado | 19'   | Mauricio Arias   |  |
| Amonestado | 39'   | Cristián Canío   |  |
| Amonestado | 41'   | Jaime Riveros    |  |
| Amonestado | 90+1' | Marcos Velásquez |  |

| Otorgado · Expulsado | 59' | Mauricio Arias |

| Árbitro             | Pablo Pozo        |
| Árbitros asistentes | Patricio Basualto |
| Árbitros asistentes | Osvaldo Talamilla |
| Cuarto Árbitro      | Johnny Harasich   |

| Estadísticas        | Colo Colo | Everton |
| ------------------- | --------- | ------- |
| Tiros               | 21        | 5       |
| Tiros al arco       | 8         | 3       |
| Tiros al travesaño  | 1         | 0       |
| Paradas del portero | 2         | 6       |
| Faltas              | 9         | 20      |
| Tiros de esquina    | 10        | 5       |
| Fueras de juego     | 1         | 1       |
| Tarjetas amarillas  | 2         | 5       |
| Tarjetas rojas      | 0         | 1       |
| Pases correctos     | 77,11%    | 61,04%  |
| Posesión del balón  | 63,22%    | 36,77%  |

### Partido de vuelta
| 3 de junio de 2008, 19:30                                                         | Everton                         | 3:0 (0:0) | Colo-Colo | Sausalito, Viña del Mar                                  |                                                          |
|                                                                                   | Miralles 47', 76' · Riveros 72' | Reporte   |           | Asistencia: 20.000 espectadores Árbitro(s): Rubén Selmán | Asistencia: 20.000 espectadores Árbitro(s): Rubén Selmán |
| Everton gana 3–2 en el global y es campeón del fútbol chileno después de 32 años. |                                 |           |           |                                                          |                                                          |

| 99         | ARQ        | Johnny Herrera     |       |
| 21         | DEF        | Benjamín Ruiz      |       |
| 3          | DEF        | Cristián Oviedo    |       |
| 25         | DEF        | Adrián Rojas       |       |
| 23         | DEF        | Fernando Saavedra  |       |
| 2          | MED        | Juan Luis González |       |
| 13         | MED        | Leandro Delgado    |       |
| 15         | MED        | Cristián Canío     |       |
| 10         | MED        | Jaime Riveros      | 87'   |
| 9          | DEL        | Darío Gigena       | 81'   |
| 18         | DEL        | Ezequiel Miralles  | 90+1' |
| Entrenador | Entrenador | Nelson Acosta      |       |

| 1          | ARQ        | Cristián Muñoz       |     |
| 3          | DEF        | Lucho Mena           | 78' |
| 16         | DEF        | Ricardo Rojas        |     |
| 2          | DEF        | Jorge Carrasco       |     |
| 24         | DEF        | José Domingo Salcedo | 90' |
| 17         | MED        | Arturo Sanhueza      |     |
| 18         | MED        | Rodrigo Meléndez     |     |
| 11         | MED        | Gonzalo Fierro       |     |
| 10         | MED        | Daniel González      | 64' |
| 8          | DEL        | Lucas Barrios        |     |
| 9          | DEL        | Rodolfo Moya         |     |
| Entrenador | Entrenador | Fernando Astengo     |     |

| 12 | ARQ | Sebastián Pérez   |       |
| 22 | DEF | Marcos Velásquez  | 81'   |
| 7  | MED | Francisco Sánchez | 90+1' |
| 11 | MED | Cristián Uribe    | 87'   |
| 16 | MED | Roberto Reyes     |       |

| 12 | ARQ | Rainer Wirth       |     |
| 5  | DEF | Miguel Riffo       | 90' |
| 6  | MED | José Luis Cabión   |     |
| 19 | MED | Cristóbal Jorquera | 64' |
| 14 | DEL | Gustavo Biscayzacú | 78' |

| Anotado | 47' | Ezequiel Miralles | 1–0 |
| Anotado | 72' | Jaime Riveros     | 2–0 |
| Anotado | 76' | Ezequiel Miralles | 3–0 |

| Amonestado | 14' | Fernando Saavedra |  |
| Amonestado | 68' | Leandro Delgado   |  |
| Amonestado | 73' | Darío Gigena      |  |

| Amonestado | 56' | Gonzalo Fierro   |  |
| Amonestado | 75' | Rodrigo Meléndez |  |

| Árbitro             | Rubén Selmán |
| Árbitros asistentes | Julio Díaz   |
| Árbitros asistentes | Sergio Roman |
| Cuarto Árbitro      | Jorge Osorio |

| 99         | ARQ        | Johnny Herrera     |       |
| 21         | DEF        | Benjamín Ruiz      |       |
| 3          | DEF        | Cristián Oviedo    |       |
| 25         | DEF        | Adrián Rojas       |       |
| 23         | DEF        | Fernando Saavedra  |       |
| 2          | MED        | Juan Luis González |       |
| 13         | MED        | Leandro Delgado    |       |
| 15         | MED        | Cristián Canío     |       |
| 10         | MED        | Jaime Riveros      | 87'   |
| 9          | DEL        | Darío Gigena       | 81'   |
| 18         | DEL        | Ezequiel Miralles  | 90+1' |
| Entrenador | Entrenador | Nelson Acosta      |       |

| 1          | ARQ        | Cristián Muñoz       |     |
| 3          | DEF        | Lucho Mena           | 78' |
| 16         | DEF        | Ricardo Rojas        |     |
| 2          | DEF        | Jorge Carrasco       |     |
| 24         | DEF        | José Domingo Salcedo | 90' |
| 17         | MED        | Arturo Sanhueza      |     |
| 18         | MED        | Rodrigo Meléndez     |     |
| 11         | MED        | Gonzalo Fierro       |     |
| 10         | MED        | Daniel González      | 64' |
| 8          | DEL        | Lucas Barrios        |     |
| 9          | DEL        | Rodolfo Moya         |     |
| Entrenador | Entrenador | Fernando Astengo     |     |

| 12 | ARQ | Sebastián Pérez   |       |
| 22 | DEF | Marcos Velásquez  | 81'   |
| 7  | MED | Francisco Sánchez | 90+1' |
| 11 | MED | Cristián Uribe    | 87'   |
| 16 | MED | Roberto Reyes     |       |

| 12 | ARQ | Rainer Wirth       |     |
| 5  | DEF | Miguel Riffo       | 90' |
| 6  | MED | José Luis Cabión   |     |
| 19 | MED | Cristóbal Jorquera | 64' |
| 14 | DEL | Gustavo Biscayzacú | 78' |

| Anotado | 47' | Ezequiel Miralles | 1–0 |
| Anotado | 72' | Jaime Riveros     | 2–0 |
| Anotado | 76' | Ezequiel Miralles | 3–0 |

| Amonestado | 14' | Fernando Saavedra |  |
| Amonestado | 68' | Leandro Delgado   |  |
| Amonestado | 73' | Darío Gigena      |  |

| Amonestado | 56' | Gonzalo Fierro   |  |
| Amonestado | 75' | Rodrigo Meléndez |  |

| Árbitro             | Rubén Selmán |
| Árbitros asistentes | Julio Díaz   |
| Árbitros asistentes | Sergio Roman |
| Cuarto Árbitro      | Jorge Osorio |

| Estadísticas        | Everton | Colo Colo |
| ------------------- | ------- | --------- |
| Tiros               | 12      | 8         |
| Tiros al arco       | 5       | 4         |
| Tiros al travesaño  | 3       | 0         |
| Paradas del portero | 4       | 2         |
| Faltas              | 23      | 17        |
| Tiros de esquina    | 2       | 4         |
| Fueras de juego     | 1       | 4         |
| Tarjetas amarillas  | 3       | 2         |
| Tarjetas rojas      | 0       | 0         |
| Pases correctos     | 73,91%  | 72,99%    |
| Posesión del balón  | 52,48%  | 47,51%    |

## Campeón
|                            |
| Campeón Everton 4.º título |
|                            |

## Datos
- Con su 4º título, Everton salió campeón después de 32 años en el balompié nacional y también se clasificó a la Copa Libertadores 2009 como Chile 1 (su única participación había sido en 1977).
- Everton se convirtió en el primer equipo en remontar la llave tras perder la primera final y salir campeón en la "Era Playoffs" en el fútbol chileno (2002-12).
- El equipo de Nelson Acosta fue el único equipo que pudo vencer en una final a uno de los denominados 4 Grandes del Fútbol Chileno (Colo-Colo, U. de Chile, U. Católica y Cobreloa) durante la "Era Playoffs" (2002-12).
- Además, con este logró, los ruleteros se convirtieron en el primer campeón de Región desde Cobreloa en el Clausura 2004.
- Con este título el cuadro 'ruletero' se convirtió en el equipo más ganador de la Región de Valparaíso.
- Esta fue la primera vez que se definía un título de Primera División en el Estadio Sausalito, eso significa que fue la primera estrella que Everton celebró junto a su público.
- El estratega uruguayo-chileno Nelson Acosta sumo su quinto título como entrenador en Chile, 2 Copa Chile (Bicampeonato 1992-93 con Unión Española) y 3 de Primera División (Apertura 2003 y Clausura 2004 con Cobreloa y el de ahora con el elenco viñamarino), como dato Acosta le ganó 3 de esas finales a Colo-Colo, la Copa Chile 1992 al histórico equipo campeón de América de Mirko Jozić (con los hispanos), el Apertura 2003 (con los loínos) y ahora el Apertura 2008 con los ruleteros, siendo el único entrenador en la historia con 100% de efectividad en finales contra Colo-Colo habiendo jugado 3 como mínimo.[8][9]
- Con esta derrota, Colo-Colo puso fin a su sueño de lograr el "Pentacampeonato".[4]